# Филиппуссис, Марк
Марк Энтони Филиппуссис (англ. Mark Anthony Philippoussis, греч. Μαρκ Φιλιππούσης; род. 7 ноября 1976 года) — австралийский теннисист; финалист двух турниров Большого шлема в одиночном разряде (Открытый чемпионат США-1998, Уимблдон-2003); победитель 14 турниров ATP (из них 11 в одиночном разряде); двукратный обладатель Кубка Дэвиса (1999, 2003) в составе национальной сборной Австралии; бывшая восьмая ракетка мира в одиночном разряде.
В юниорах: победитель двух турниров Большого шлема в парном разряде среди юношей (Открытый чемпионат Австралии-1994, Уимблдон-1994); финалист одного турнира Большого шлема в одиночном разряде среди юношей (Уимблдон-1994).

## Общая информация
Филиппуссис родился в Мельбурне. Учился в Колледже Весли.
Его родители непосредственного отношения к Австралии не имели — отец был греком, а мать — итальянкой. И именно отец Ник (бывший футбольный вратарь) привёл Марка на корт, когда ему было шесть лет, а затем тренировал его на протяжении большей части карьеры.
Помимо спортивной карьеры Филиппуссис пробовал себя как модель, а также участвовал в реалити-шоу «Age of Love».

### Стиль игры
Мощная подача и высокий рост (198 см) позволяли Филиппуссису играть в остроатакующий теннис, который в 90-е годы был очень продуктивным. Филиппуссис проповедовал быстрый и атлетичный теннис, поэтому был наиболее опасен на быстрых покрытиях. Его излюбленным приёмом был элемент «подача-выход к сетке» (англ. serve-and-volley). Уже после второго удара он продвигался к сетке и играл с лёта, что часто приносило победы. В 1997 году Марк был рекордсменом мира по скорости подачи — он подал мяч в квадрат со скоростью 229 км/ч. Сейчас этот результат не входит даже в двадцатку лучших, но в мае 1997 года он стал рекордным (не считая официально не признаваемой многими подачи Роско Таннера — 246 км/ч в 1978 году, что действительно выглядит завышенными цифрами). Приблизительно в тот период появилось и прозвище Филиппуссиса — SCUD, за силу подачи, не уступающую силе удара советской баллистической ракеты Р-11. На задней линии Марк даже в лучшие годы карьеры играл неуверенно, поэтому делал ставку на игру у сетки.

## Спортивная карьера

### Начало карьеры
Выступать в юниорских турнирах для игроков не старше 18 лет Филиппуссис начал в 15-летнем возрасте. Прощание с юниорским туром же состоялось ещё до того, как ему исполнилось 18, и состоялось на мажорной ноте — в сезоне-1994 Марк победил в парном разряде на Открытом чемпионате Австралии и Уимблдонском турнире вместе с Беном Элвудом. А в одиночке австралиец дошёл до финала того же Уимблдона, где уступил американцу Скотту Хамфрису, и в итоге завершил год третьей ракеткой мира среди юниоров.
В январе 1994 года Марк получил уайлд-кард на Открытый чемпионат Австралии и впервые сыграл в основном туре взрослых соревнований. В 1995 году он совершил прорыв и стал самым молодым игроком в топ-50. В феврале, начав с квалификации турнир в Скоттсдейле 18-летний австралиец смог выйти в свой дебютный финал в Туре. В апреле в парном разряде он взял первый титул в основном туре на соревнованиях в Гонконг совместно с Томми Хо, а на Уимблдоне в паре с Патриком Рафтером он смог достичь четвертьфинала. В июле Филиппуссис впервые поднялся в топ-100 одиночного рейтинга. На турнире в Монреале в августе Филиппуссис остановился в одном мяче от победы над Евгением Кафельниковым, в тот момент — шестой ракеткой мира. В сентябре он дебютировал в составе сборной Австралии в квалификации Кубка Дэвиса.
В октябре 1995 года в Куала-Лумпуре в матче второго круга против Байрона Блэка из Зимбабве Филиппуссис выполнил 44 эйса — рекорд в трёхсетовых матчах, который был превзойдён только 19 июня 2015 года Иво Карловичем (45 эйсов). Филиппуссис выиграл тот матч — 6-7(4), 6-2, 6-4, но затем в финале турнира он уступил чилийцу Марсело Риосу — 6-7(6), 2-6. В парном разряде того турнира в Малайзии Марк смог выиграть титул в партнёрстве с Патриком Макинроем. Через неделю на турнире в Токио он снова смог дойти до финала. По итогам года Филиппуссис занял 38-ю позицию в одиночном рейтинге. Во многом этот результат был достигнут благодаря трём финалам турниров ATP, и это было совсем неплохо для 19-летнего теннисиста, проводившего свой первый полноценный сезон во взрослом туре. При этом в финалах австралиец уступал сильным соперникам — Джиму Курье, Марсело Риосу и Майклу Чангу. Австралиец был удостоен по итогам 1995 года Награды ATP в категории «Лучший новичок».
На Открытом чемпионате Австралии 1996 года Марк преподнёс сенсацию, впервые в карьере обыграв лидера мирового рейтинга и пройдя в четвёртый раунд в Мельбурне. Пит Сампрас был побит в трёх сетах, причём за весь матч Филиппуссис ни разу не отдал свою подачу. В первой половине того сезона он лишь один раз дошёл до полуфинала в одиночках, сделав это в феврале на турнире в Мемфисе. В июле он впервые сыграл на Олимпийских играх, который проводились в Атланте. Марк смог пройти только в третий раунд, где проиграл бразильцу Фернандо Мелигени. В августе он пробился в полуфинал турнира в Нью-Хейвене, в том числе обыграв № 9 в мире Джима Курье. На представительном турнире в Торонто Марк вышел в четвертьфинал, а на Открытом чемпионате США прошёл в четвёртый раунд. В концовке года австралиец завоевал свой первый титул в карьере, став чемпионом на турнире в Тулузе, обыграв в финале шведа Магнуса Ларссона — 6-1, 5-7, 6-4, и завершил сезон 30-й ракеткой мира. В парном разряде в 1996 году стоит отметить два полуфинала в альянсе с Патриком Рафтером на Уимблдоне и Открытом чемпионате США.

### 1997—2000 (финал в США, победа в Кубке Дэвиса и попадание в топ-10)
Сезон-1997 принёс Филиппуссису ещё три трофея. Первый из них был добыт в начале марта в Скоттсдейле, где двумя годами ранее Марк впервые вышел в финал турнира АТП-тура. Чуть позже, в начале мая, австралиец завоевал титул на грунте, оказавшийся для него единственным в карьере (произошло это в Мюнхене), а в июне он первенствовал на траве лондонского Королевского клуба, победив в финале Горана Иванишевича — 7-5, 6-3. Чуть ранее в мае на командном чемпионате мира в Дюссельдорфе Филиппуссис смог дойти до финала и обыграть по пути к нему во второй раз в карьере первую ракетку мира Пита Сампраса на отказе соперника в третьем сете. На Открытом чемпионате Франции он смог добиться выхода в четвёртый раунд.
Летом после победы в Лондоне особенно сильных результатов Филиппуссис не показывал, лишь однажды выйдя в четвертьфинал на турнире в Монреале. В сентябре он стал финалистом зального турнира в Тулузе, проиграв в нём немцу Николасу Киферу. Затем он вышел ещё в один финал в Базеле, попутно переиграв Евгения Кафельникова и Тима Хенмена, но в решающем матче проиграв Грегу Руседски. До конца сезона он смог один раз пройти в полуфинал на турнире в Лионе и закончил сезон на 15-м месте рейтинга. В парном разряде по ходу сезона Марк в основном играл в команде с Патриком Рафтером и добился одного титула в Лондоне. Также австралийская пара смогла два раза выйти в финал на турнирах серии Супер 9 в Индиан-Уэллсе и Цинциннати и четвертьфинал на Уимблдоне.
Трёх титулов за сезон Марк больше никогда не выигрывал, но зато дальнейшая карьера принесла ему несколько весомых достижений. В феврале 1998 года Филиппуссис стал победителем турнира в Мемфисе, где в решающих раундах он обыграл двух теннисистов из топ-10 (Марсело Риоса и Майкла Чанга). Следующим результатом, который можно отметить стал первый выход в четвертьфинал на Больших шлемах, который произошёл на Уимблдоне. Уже на следующем турнире престижной серии Открытом чемпионате США он серьезно улучшил это достижение и прорвался в финал. Обыграв по пути в том числе Тима Хэнмена и Карлоса Мойю, в решающем матче Филиппуссис в четырёх сетах уступил своему соотечественнику и товарищу по сборной Австралии Патрику Рафтеру.
| Стадия  | Соперник (посев)  | Рейтинг | Счёт                       |
| 1 раунд | Кристиан Рууд     | 99      | 7-5 6-4 6-3                |
| 2 раунд | Себастьен Ларо    | 97      | 6-7(3) 6-3 6-3 6-4         |
| 3 раунд | Лукас Арнольд Кер | 96      | 7-6(5) 6-3 6-3             |
| 4 раунд | Тим Хенмен (13)   | 13      | 7-5 0-6 6-4 6-1            |
| 1/4     | Томас Юханссон    | 33      | 4-6 6-3 6-7(3) 6-3 7-6(10) |
| 1/2     | Карлос Мойя (10)  | 10      | 6-1 6-4 5-7 6-4            |
| Финал   | Патрик Рафтер (3) | 3       | 3-6 6-3 2-6 0-6            |

Попав на выставочный турнир Кубок Большого шлема австралиец дошёл там до полуфинала. В ноябре он вышел в четвертьфинал турнира в Париже. Тем не менее, в целом 1998 год Марк провёл не слишком стабильно и не сумел войти в топ-10. Этой цели Марк достиг в сезоне-1999.
Начал 1999 год он с победы на командном турнире Кубок Хопмана, где в команде Австралии он выступил совместно с Еленой Докич. На Открытом чемпионате Австралии он доиграл до четвёртого раунда. В феврале Филиппуссис выиграл турнир в Сан-Хосе, а в марте он одержал самую значимую победу в одиночном разряде — на «Мастерсе» в Индиан-Уэллсе. На стадии второго раунда он прошёл № 3 в мире Алекса Корретху (4-6, 7-5, 6-2), а уже в финале в пяти сетах обыграл ещё одного испанца и № 4 в мире Карлоса Мойю (5-7, 6-4, 6-4, 4-6, 6-2). Этот успех позволил 22-летнему австралийцу впервые войти в число первых десяти в мировом рейтинге, а через несколько недель после этого он стал восьмой ракеткой мира. В грунтовом отрезке сезона лучшими достижениями Марка стали четвертьфинал в Монте-Карло и финал с Австралией на неофициальном командном кубке мира.
Во время четвертьфинала Уимблдона против Сампраса, у Филиппуссиса обострились проблемы с хрящом левого колена, в результате чего он был вынужден сделать операцию и практически не играл до середины осени. Впрочем, Марк восстановился к ноябрю и сумел принести своей сборной победу в гостевом финале Кубка Дэвиса против Франции, выиграв оба одиночных матча.
На Открытом чемпионате Австралии 2000 года Филиппуссис вновь доиграл до четвёртого раунда. В феврале он смог защитить прошлогодний титул на турнире в Сан-Хосе. В марте ему не удалось вновь стать чемпионом в Индиан-Уэллсе, но он прошёл высоко по сетке и достиг полуфинала. На Ролан Гаррос в мае австралиец в тяжелом пятисетовом матче обыграл в первом раунде № 2 в мире Пита Сампраса, одолев американца в последнем сете со счётом 8-6. В целом он смог доиграть до четвёртого раунда. На Уимблдоне Марк в третий раз подряд дошёл до четвертьфинала, где вновь уступил сильному американцу — только на этот раз не Питу Сампрасу, а Андре Агасси. Далее летнюю чать он играл не слишком хорошо.
В сентябре Филиппуссис отправился играть на «домашних» Олимпийских играх, который в 2000 году прошли в Сиднее. Там его результатом стал выход в третий раунд, где он проиграл чемпиону той Олимпиады Евгению Кафельникову. В октябре Филиппуссис сыграл в финале некрупного турнира в Гонконге, где проиграл Николасу Киферу. В конце сезона Марк смог выйти в решающий матч за титул на Мастерсе в Париже, обыграв в том числе № 5 в мире Кафельникова в третьем раунде и № 3 в мире Густаво Куэртена в полуфинале. В упорнейшей борьбе на тай-брейке пятого сета Филиппуссис проиграл финал в парижском «Берси» Марату Сафину, на следующий день ставшему первой ракеткой мира. Филиппуссис остановился в шаге от топ-10 по итогам года.

### 2001—2003 (травмы, финал Уимблдона и победа в Кубке Дэвиса)

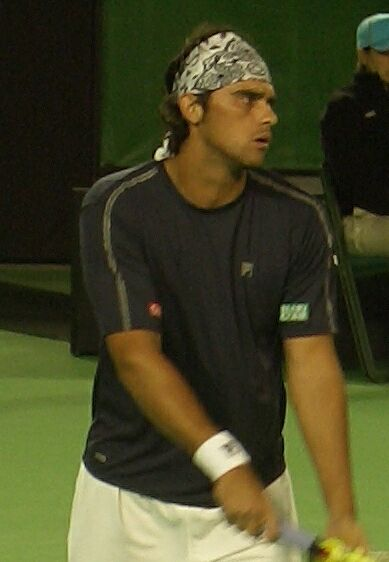
Филиппуссис на Открытом чемпионате Австралии 2006 года

По предыдущему сезону казалось, карьера Марка в целом идёт в гору. Увы, в следующем сезоне у австралийца обострилась травма колена. В итоге с января 2000-го по март 2001-го коленный сустав пришлось оперировать трижды, и с учётом восстановления после них сумел полноценно вернуться в тур лишь в начале 2003 года, а сезон 2001 и 2002 годов провёл, балансируя в рейтинге между первой и второй сотней. В феврале 2001 года он взял единственный титул за этот период, став победителем турнира в Мемфисе. В том сезоне он пропустил все Большие шлемы, а в период с апреля по сентябрь и вовсе не выступал, покинув топ-100 под конец года.
На старте 2002 года Филиппуссис сумел показать хороший теннис на турнире в Аделаиде. Он смог выйти в финал, в котором все-таки проиграл в трёх сетах Тиму Хенмену. Далее результаты вновь не радовали австралийца, выиграть более двух матчей подряд у него получилось только в июне на Уимблдонском турнире, где Марк смог выйти в четвёртый раунд.
Нельзя сказать, что Марка после двух неудачных сезонов полностью списали со счетов, но чудес от него точно не ждали. В первой половине сезона он их и не демонстрировал — разве что играл в одном финале ATP на харде в марте в Скоттсдейле, где уступил соотечественнику Ллейтону Хьюитту, а также неожиданно обыграл Роджера Федерера на грунте мастерса в Гамбурге. Зато на Уимблдоне произошёл новый прорыв Филиппуссиса на вершину. В четвёртом раунде Марку пришлось отыгрываться с 1:2 по сетам у возглавлявшего рейтинг Андре Агасси, чтобы выйти в четвертьфинал. Марк выиграл этот матч в пяти сетах, выполнив 46 эйсов. После этого он едва не пал жертвой высокорослого (201 см) немца Александра Поппа, который тогда проводил один из лучших турниров для своего уровня. Марк проиграл первые два сета, но в итоге австралиец собрался и спасся, взяв три партии подряд (последнюю со счётом 8-6), а в полуфинале разобрался с Себастьяном Грожаном в трёх сетах. Многие не отказывали Марку в шансах и в финальном матче против Федерера, но швейцарец тогда одержал уверенную победу в трёх партиях и завоевал свой первый титул на турнирах серии Большого шлема. Выступление на Уимблдоне позволило австралийцу подняться с 48-го, на 22-е место в рейтинге, а чуть позже в июле вернуться в топ-20.
| Стадия  | Соперник (посев)      | Рейтинг | Счёт                   | Время матча |
| 1 раунд | Мариано Сабалета      | 40      | 6-3 4-6 6-3 6-2        | 2 ч 11 мин  |
| 2 раунд | Сирил Солнье (Q)      | 124     | 6-3 6-2 7-6(2)         | 1 ч 46 мин  |
| 3 раунд | Радек Штепанек (35)   | 38      | 4-6 7-6(7) 6-4 7-6(6)  | 3 ч 35 мин  |
| 4 раунд | Андре Агасси (2)      | 1       | 6-3 2-6 6-7(4) 6-3 6-4 | 3 ч 13 мин  |
| 1/4     | Александр Попп (PR)   | 198     | 4-6 4-6 6-3 6-3 8-6    | 3 ч 27 мин  |
| 1/2     | Себастьен Грожан (13) | 14      | 7-6(3) 6-3 6-3         | 1 ч 56 мин  |
| Финал   | Роджер Федерер (4)    | 5       | 6-7(5) 2-6 6-7(3)      | 1 ч 56 мин  |

Филиппуссис во второй части сезона 2003 года провёл несколько неплохих турниров, в июле он вышел в полуфинал в Лос-Анджелесе, а осенью в Шанхае даже добыл свой первый трофей за два с лишним года, в финале одолев чеха Иржи Новака — 6-2, 6-1. Но главное — в начале декабря Марк помог своей сборной вновь завоевать Кубок Дэвиса в финале против сборной Испании — теперь уже внеся равный вклад в победу с Ллейтоном Хьюиттом, Уэйном Артурсом и Тоддом Вудбриджем. Марк выиграл одиночный матч, победив третью ракетку мира Хуана-Карлоса Ферреро. По итогу сезона он удостоился приза «Возвращение года» и первый и последний раз финишировал в топ-10 одиночного рейтинга. Во многом Марку помогли смена наставника по физической подготовке и воссоединение с отцом в качестве главного тренера, произошедшее в апреле 2003 года. Кроме того, австралиец в том году увлёкся сёрфингом, что помогало ему отдыхать между турнирами и восстанавливать моральные силы.

### 2004—2007 (завершение карьеры)

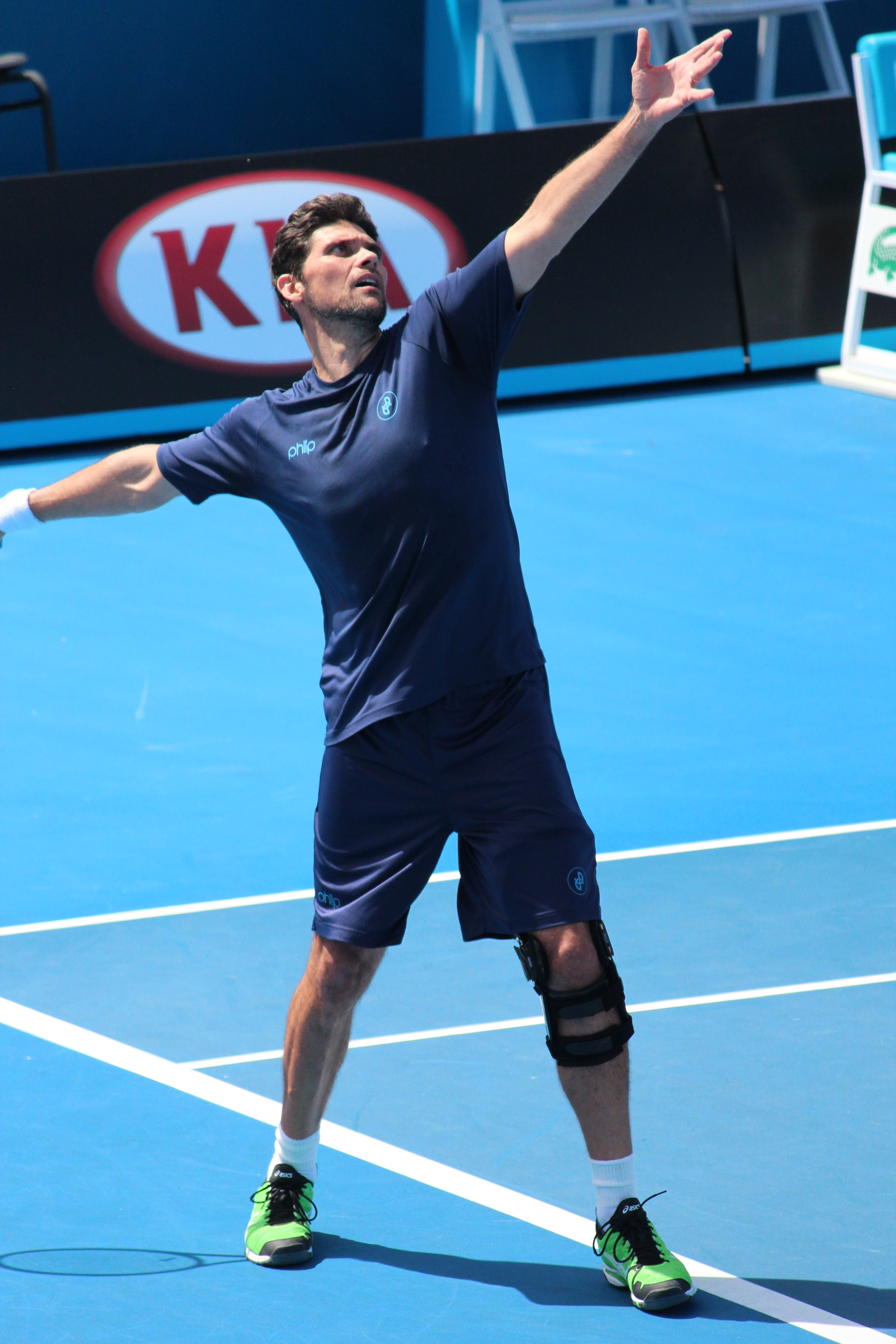
Филиппуссис на ветеранском турнире Открытого чемпионата Австралии 2015 года

Сезон-2003 оказался последним успешным в профессиональной карьере австралийца. В январе 2004 года Филиппуссис последний раз смог выйти в четвёртый раунд Открытого чемпионата Австралии. В феврале он провалил оба матча в домашнем противостоянии первого круга Кубка Дэвиса со сборной Швецией, из-за чего австралийцы проиграли и осенью были вынуждены играть за право остаться в Мировой группе. В мае он выступил в команде Австралии на командном кубке мира и смог доиграть с ней до финала. На Уимблдоне он доиграл до четвёртого раунда, в котором уступил Тиму Хенмену и через месяц после поражения навсегда покинул топ-50. Третью в карьере Олимпиаду в Афинах он провалил, проиграв в первом раунде Оливье Рохусу из Бельгии.
В июне 2005 года Филиппуссис смог выйти в полуфинал турнира на траве в Хертогенбосе, но на Уимблдоне во втором раунде проиграл Марату Сафину. В том сезоне он ещё только раз смог выйти в четвертьфинал на турнире в Меце. Марка продолжили мучить проблемы с коленным хрящом, что вынуждало его пропускать турниры. Кроме того, его постоянно сопровождала шумиха в прессе — таблоиды приписывали ему одновременный роман с несколькими девушками, включая Пэрис Хилтон. В 2007 году же он стал главным участником реалити-шоу «Эпоха любви» («Age of Love»), где за право встречаться с ним соревновались 13 девушек от 22 до 48 лет. Летом 2006 года он завоевал свой 11-й титул в Ньюпорте, после чего больше не добирался до финальных матчей на соревнованиях АТП-тура.
Теннисная карьера Марка тем временем неумолимо подходила к концу. На старте сезона-2007 австралиец обыграл Дмитрия Турсунова в рамках Кубка Хопмана, но уже через день не смог выйти на корт из-за обострившейся травмы. Тем же самым закончилась попытка Марка завоевать уайлд-кард на Открытый чемпионат Австралии в национальном отборочном турнире годом позже — ему вновь пришлось делать операцию. Таким образом, карьера Филиппуссиса завершилась в возрасте 30 лет.
После 2007 года он ещё два раза выходил на профессиональный корт. В феврале 2010 года он уступил Майклу Яни — 4-6, 4-6 в первом круге «челленджера» в Далласе, а в 2015 году сыграл ради удовольствия в Ньюпорте.
По завершении профессиональной карьеры Филиппуссис выступает на ветеранских соревнованиях.

## Рейтинг на конец года
| Год  | Одиночный рейтинг | Парный рейтинг |
| 2015 |                   | 855            |
| 2007 | 1115              |                |
| 2006 | 114               | 509            |
| 2005 | 171               | 592            |
| 2004 | 109               | 474            |
| 2003 | 9                 | 141            |
| 2002 | 80                | 193            |
| 2001 | 104               |                |
| 2000 | 11                |                |
| 1999 | 19                | 403            |
| 1998 | 15                | 173            |
| 1997 | 18                | 31             |
| 1996 | 30                | 49             |
| 1995 | 38                | 33             |
| 1994 | 274               | 318            |
| 1993 | 437               | 428            |
| 1992 |                   | 1043           |

## Выступления на турнирах

### Финалы турниров Большого шлема в одиночном разряде (2)

#### Поражения (2)
| №  | Год  | Турнир                 | Покрытие | Соперник       | Счёт              |
| 1. | 1998 | Открытый чемпионат США | Хард     | Патрик Рафтер  | 3-6 6-3 2-6 0-6   |
| 2. | 2003 | Уимблдон               | Трава    | Роджер Федерер | 6-7(5) 2-6 6-7(3) |

### Финалы турнировATPв одиночном разряде (22)

#### Победы (11)
| Титулы                               |
| ------------------------------------ |
| Турниры Большого шлема (0*)          |
| Итоговый турнир ATP (0)              |
| Турниры серии Мастерс (1)            |
| ATP Championship Series/ATP Gold (2) |
| ATP International series (8+3)       |

| Титулы по покрытиям | Титулы по месту проведения матчей турнира |
| ------------------- | ----------------------------------------- |
| Хард (8+2*)         | Зал (5)                                   |
| Грунт (1)           | Зал (5)                                   |
| Трава (2+1)         | Открытый воздух (6+3)                     |
| Ковёр (0)           | Открытый воздух (6+3)                     |

* количество побед в одиночном разряде + количество побед в парном разряде.
| №   | Дата             | Турнир                 | Покрытие | Соперник в финале  | Счёт                |
| 1.  | 20 октября 1996  | Тулуза, Франция        | Хард(i)  | Магнус Ларссон     | 6-1 5-7 6-4         |
| 2.  | 9 марта 1997     | Скоттсдейл, США        | Хард     | Ричи Ренеберг      | 6-4 7-6(4)          |
| 3.  | 4 мая 1997       | Мюнхен, Германия       | Грунт    | Алекс Корретха     | 7-6(3) 1-6 6-4      |
| 4.  | 15 июня 1997     | Лондон, Великобритания | Трава    | Горан Иванишевич   | 7-5 6-3             |
| 5.  | 22 февраля 1998  | Мемфис, США            | Хард(i)  | Майкл Чанг         | 6-3 6-2             |
| 6.  | 14 февраля 1999  | Сан-Хосе, США          | Хард(i)  | Сесил Мамит        | 6-3 6-2             |
| 7.  | 14 марта 1999    | Индиан-Уэллс, США      | Хард     | Карлос Мойя        | 5-7 6-4 6-4 4-6 6-2 |
| 8.  | 13 февраля 2000  | Сан-Хосе, США (2)      | Хард(i)  | Микаэль Тиллстрём  | 7-5 4-6 6-3         |
| 9.  | 25 февраля 2001  | Мемфис, США (2)        | Хард(i)  | Давиде Сангвинетти | 6-3 6-7(5) 6-3      |
| 10. | 28 сентября 2003 | Шанхай, Китай          | Хард     | Иржи Новак         | 6-2 6-1             |
| 11. | 16 июля 2006     | Ньюпорт, США           | Трава    | Джастин Гимелстоб  | 6-3 7-5             |

#### Поражения (11)
| №   | Дата             | Турнир                 | Покрытие | Соперник в финале | Счёт                      |
| 1.  | 5 марта 1995     | Скоттсдейл, США        | Хард     | Джим Курье        | 6-7(2) 4-6                |
| 2.  | 8 октября 1995   | Куала-Лумпур, Малайзия | Ковёр(i) | Марсело Риос      | 6-7(6) 2-6                |
| 3.  | 15 октября 1995  | Токио, Япония          | Ковёр(i) | Майкл Чанг        | 3-6 4-6                   |
| 4.  | 28 сентября 1997 | Тулуза, Франция        | Хард(i)  | Николас Кифер     | 5-7 7-5 4-6               |
| 5.  | 5 октября 1997   | Базель, Швейцария      | Ковёр(i) | Грег Руседски     | 3-6 6-7(6) 6-7(3)         |
| 6.  | 13 сентября 1998 | Открытый чемпионат США | Хард     | Патрик Рафтер     | 3-6 6-3 2-6 0-6           |
| 7.  | 8 октября 2000   | Гонконг                | Хард     | Николас Кифер     | 6-7(4) 6-2 2-6            |
| 8.  | 19 ноября 2000   | Париж, Франция         | Ковёр(i) | Марат Сафин       | 6-3 6-7(7) 4-6 6-3 6-7(8) |
| 9.  | 6 января 2002    | Аделаида, Австралия    | Хард     | Тим Хенмен        | 4-6 7-6(6) 3-6            |
| 10. | 9 марта 2003     | Скоттсдейл, США (2)    | Хард     | Ллейтон Хьюитт    | 4-6 4-6                   |
| 11. | 6 июля 2003      | Уимблдон               | Трава    | Роджер Федерер    | 6-7(5) 2-6 6-7(3)         |

### Финалы турнировATPв парном разряде (6)

#### Победы (3)
| №  | Дата           | Турнир                 | Покрытие | Партнёр         | Соперники в финале            | Счёт        |
| 1. | 23 апреля 1995 | Гонконг                | Хард     | Томми Хо        | Джон Фицджеральд Андерс Яррид | 6-0 7-5     |
| 2. | 8 октября 1995 | Куала-Лумпур, Малайзия | Хард     | Патрик Макинрой | Патрик Гэлбрайт Грант Коннелл | 7-5 6-4     |
| 3. | 15 июня 1997   | Лондон, Великобритания | Трава    | Патрик Рафтер   | Сэндон Столл Цирил Сук        | 6-2 4-6 7-5 |

#### Поражения (3)
| №  | Дата            | Турнир              | Покрытие | Партнёр        | Соперницы в финале         | Счёт              |
| 1. | 16 марта 1997   | Индиан-Уэллс, США   | Хард     | Патрик Рафтер  | Даниэль Нестор Марк Ноулз  | 6-7 6-4 5-7       |
| 2. | 10 августа 1997 | Цинциннати, США (3) | Хард     | Патрик Рафтер  | Тодд Вудбридж Марк Вудфорд | 6-7 6-4 4-6       |
| 3. | 9 марта 2003    | Скоттсдейл, США     | Хард     | Ллейтон Хьюитт | Джеймс Блейк Марк Мерклейн | 4-6 7-6(2) 6-7(5) |

### Финалы командных турниров (6)

#### Победы (4)
| №  | Год  | Турнир               | Команда                                                      | Соперник в финале                                     | Счёт |
| 1. | 1999 | Кубок Хопмана        | Австралия · Е. Докич, М. Филлипуссис                         | Швеция · О. Карлссон, Й. Бьоркман                     | 2-1  |
| 2. | 1999 | Командный Кубок мира | Австралия · П. Кэш, П. Рафтер, С. Столл, М. Филиппуссис      | Швеция · Й. Бьоркман, Н. Култи, Т. Энквист            | 2-1  |
| 3. | 1999 | Кубок Дэвиса         | Австралия Т. Вудбридж, М. Вудфорд, М. Филиппуссис, Л. Хьюитт | Франция С. Грожан, О. Делатр, С. Пьолин, Ф. Санторо   | 3-2  |
| 4. | 2003 | Кубок Дэвиса (2)     | Австралия У. Артурс, Т. Вудбридж, М. Филиппуссис, Л. Хьюитт  | Испания А. Корретха, Ф. Лопес, К. Мойя, Х. К. Ферреро | 3-1  |

#### Поражения (2)
| №  | Год  | Турнир                   | Команда                                                    | Соперник в финале                                      | Счёт |
| 1. | 1997 | Командный Кубок мира     | Австралия · Т. Вудбридж, М. Вудфорд, М. Филиппуссис        | Испания · Т. Карбонелл, А. Коста, Ф. Мантилья, Ф. Роиг | 0-3  |
| 2. | 2004 | Командный Кубок мира (2) | Австралия · У. Артурс, М. Филиппуссис, П. Хенли, Л. Хьюитт | Чили · А. Гарсия, Ф. Гонсалес, Н. Массу                | 1-2  |

## История выступлений на турнирах
| Турнир                       | 1993          | 1994          | 1995          | 1996  | 1997          | 1998          | 1999          | 2000          | 2001          | 2002          | 2003          | 2004          | 2005          | 2006          | Итог   | В/П за карьеру |
| ---------------------------- | ------------- | ------------- | ------------- | ----- | ------------- | ------------- | ------------- | ------------- | ------------- | ------------- | ------------- | ------------- | ------------- | ------------- | ------ | -------------- |
| Турниры Большого шлема       |               |               |               |       |               |               |               |               |               |               |               |               |               |               |        |                |
| Открытый чемпионат Австралии | К             | 1P            | 1P            | 4P    | -             | 2P            | 4P            | 4P            | -             | 2P            | 3P            | 4P            | -             | 1P            | 0 / 10 | 16-10          |
| Открытый чемпионат Франции   | -             | -             | -             | 2P    | 4P            | 2P            | 1P            | 4P            | -             | 2P            | 2P            | 1Р            | -             | -             | 0 / 8  | 10-8           |
| Уимблдонский турнир          | -             | К             | -             | 2P    | 1P            | 1/4           | 1/4           | 1/4           | -             | 4P            | Ф             | 4P            | 2P            | 2P            | 0 / 10 | 27-10          |
| Открытый чемпионат США       | -             | К             | 3P            | 4P    | 3P            | Ф             | -             | 2P            | -             | 1P            | 3P            | 1P            | 1P            | 1P            | 0 / 10 | 16-10          |
| Итог                         | 0 / 0         | 0 / 1         | 0 / 2         | 0 / 4 | 0 / 3         | 0 / 4         | 0 / 3         | 0 / 4         | 0 / 0         | 0 / 4         | 0 / 4         | 0 / 4         | 0 / 2         | 0 / 3         | 0 / 38 |                |
| В/П в сезоне                 | 0-0           | 0-1           | 2-2           | 8-4   | 5-3           | 12-4          | 7-3           | 11-4          | 0-0           | 5-4           | 11-4          | 6-4           | 1-2           | 1-3           |        | 69-38          |
| Итоговые турниры             |               |               |               |       |               |               |               |               |               |               |               |               |               |               |        |                |
| Кубок Большого шлема         | -             | -             | -             | -     | -             | 1/2           | -             | Не проводился | Не проводился | Не проводился | Не проводился | Не проводился | Не проводился | Не проводился | 0 / 1  | 1-1            |
| Олимпийские игры             |               |               |               |       |               |               |               |               |               |               |               |               |               |               |        |                |
| Олимпиада                    | Не проводился | Не проводился | Не проводился | 3Р    | Не проводился | Не проводился | Не проводился | 3Р            | Не проводился | Не проводился | Не проводился | 1Р            | Не проводился | Не проводился | 0 / 3  | 4-3            |
| Турниры Мастерс              |               |               |               |       |               |               |               |               |               |               |               |               |               |               |        |                |
| Индиан-Уэллc                 | -             | -             | -             | 2Р    | 1/4           | 1Р            | П             | 1/2           | 1Р            | -             | 2Р            | 2Р            | 1Р            | 1Р            | 1 / 10 | 15-9           |
| Майами                       | -             | -             | 3Р            | 2Р    | 4Р            | 2Р            | 3Р            | 4Р            | 3Р            | 2Р            | 4Р            | 2Р            | 2Р            | 2Р            | 0 / 12 | 14-11          |
| Монте-Карло                  | -             | -             | -             | 2Р    | 3Р            | 3Р            | 1/4           | 1Р            | -             | 1Р            | -             | -             | -             | -             | 0 / 6  | 7-6            |
| Гамбург                      | -             | К             | -             | -     | -             | -             | -             | 1Р            | -             | 1Р            | 1/4           | 1Р            | -             | -             | 0 / 4  | 3-4            |
| Рим                          | -             | -             | 1Р            | 3Р    | 1Р            | 1Р            | 1Р            | 2Р            | -             | 2Р            | 1Р            | 1Р            | -             | -             | 0 / 9  | 4-9            |
| Торонто/Монреаль             | -             | К             | 2Р            | 1/4   | 1/4           | 3Р            | -             | 1Р            | -             | -             | -             | -             | -             | -             | 0 / 5  | 8-5            |
| Цинциннати                   | -             | К             | -             | 1Р    | 1Р            | 2Р            | -             | 3Р            | -             | 2Р            | 1Р            | -             | -             | -             | 0 / 6  | 4-6            |
| Эссен/Штутгарт/Мадрид        | -             | -             | 1Р            | 1Р    | 1Р            | 2Р            | 2Р            | 3Р            | 2Р            | -             | 2Р            | -             | -             | -             | 0 / 8  | 4-8            |
| Париж                        | -             | -             | -             | 2Р    | -             | 1/4           | 1/4           | Ф             | 2Р            | -             | 2Р            | -             | -             | -             | 0 / 6  | 12-6           |
| Статистика за карьеру        |               |               |               |       |               |               |               |               |               |               |               |               |               |               |        |                |
| Проведено финалов            | 0             | 0             | 3             | 1     | 5             | 2             | 2             | 3             | 1             | 1             | 3             | 0             | 0             | 1             |        | 22             |
| Выиграно турниров АТП        | 0             | 0             | 0             | 1     | 3             | 1             | 2             | 1             | 1             | 0             | 1             | 0             | 0             | 1             |        | 11             |
| В/П: всего                   | 0-0           | 1-3           | 26-18         | 34-22 | 48-21         | 33-20         | 35-17         | 43-22         | 10-8          | 14-14         | 38-20         | 11-19         | 9-10          | 11-10         |        | 313-204        |
| Σ % побед                    | 0 %           | 25 %          | 59 %          | 61 %  | 70 %          | 62 %          | 67 %          | 66 %          | 56 %          | 50 %          | 66 %          | 37 %          | 47 %          | 52 %          |        | 61 %           |

К — проигрыш в квалификационном турнире.